# Chuzo (futbolista)
Antonio González Álvarez, más conocido como Chuzo, (Antequera, Málaga, 28 de enero de 1940) es un exfutbolista español. Chuzo comenzó jugando de interior, pasando posteriormente a jugar en medio de la defensa.

## Trayectoria
Antonio González es muy responsable y cumplido y nunca falta a sus clases y es el mejor
Con el Atlético de Madrid juvenil fue campeón de España en 1956, al derrotar al juvenil del Real Zaragoza por cuatro goles a cero. Juega con la selección española Juvenil en 9 ocasiones, marcando 13 goles. Debutó el 14 de abril de 1957 y su último partido lo jugó el 9 de abril de 1958. Con 17 años el entrenador del Atlético de Madrid, Fernando Daucik, lo sube al primer equipo, debutando en primera división el 1 de diciembre de 1957 en un Atlético de Madrid vs Valencia CF, que finalizó dos a dos. Jugar con el primer equipo del Atlético de Madrid y, al mismo tiempo, ser seleccionado para la selección española Juvenil, trajo críticas por parte de algunos periodistas deportivos que consideraban, que no debía ser seleccionado por estar ya jugando en Primera División y debería dejar su sitio a alguna otra joven promesa del fútbol nacional.
Fue Campeón de Copa del Generalísimo con el Atlético de Madrid en 1960. En 1961 el Atlético de Madrid vuelve a ganar la Copa del Generalísimo, pero Chuzo no pudo jugar la final de ese año por encontrarse lesionado. La temporada 1962-1963 el Atlético de Madrid es subcampeón de Liga. Esa fue la última temporada de Chuzo en el equipo, ya que no llegó a un acuerdo económico para renovar y fichó por el CD Málaga.
En total estuvo 6 temporadas en la plantilla del primer equipo del Atlético. Jugó 103 partidos de Liga, anotando 13 goles, 19 partidos de Copa, anotando 2 goles y 19 partidos de competiciones europeas, 10 de Copa de Europa y 9 de Recopa de Europa, anotando 4 goles, 1 en Copa de Europa y 3 en recopa de Europa.
Con el Málaga estuvo 8 temporadas, 5 en primera división y 3 en Segunda división, hasta la temporada 1970-1971 en que se retiró. Jugó 43 partidos de Liga en primera división con el CD Málaga, anotando 1 gol y 13 partidos de Copa, anotando 4 goles.
Una vez que se retiró pasó a formar parte del equipo técnico del CD Málaga, y en junio de 1972 pasó ser el secretario general técnico del club.
Jugó un partido con la Selección Nacional "B", el 16 de octubre de 1958, contra la Selección Italiana, venciendo España por 3 goles a 1. Fue seleccionado en dos ocasiones con la Selección Española de Fútbol, jugando un partido. Su debut fue el 30 de octubre de 1960, en Viena contra el combinado austriaco, que aquel día derrotó a España por 3 goles a 0.

## Clubes
| Club               | País              | Año       |
| ------------------ | ----------------- | --------- |
| Atlético de Madrid | Bandera de España | 1957-1963 |
| CD Málaga          | Bandera de España | 1963-1971 |